# Phthiracarus piger
Phthiracarus piger är en kvalsterart som först beskrevs av Giovanni Antonio Scopoli 1763.  Phthiracarus piger ingår i släktet Phthiracarus och familjen Phthiracaridae. Inga underarter finns listade i Catalogue of Life.